# Tango Desktop Project

The Tango Desktop Project Логотип

Палітра кольорів проекту Tango

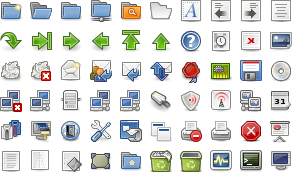
Приклад іконок Tango

Tango Desktop Project — це проект, направлений на створення єдиного візуального стилю (користувацький інтерфейс) для вільного програмного забезпечення, в першу чергу в області значків.
Однією з проблем GNU/Linux та інших вільних операційних систем вважається те, що різні середовища робочого столу і різні дистрибутиви часто мають зовсім різне оформлення. Tango Project створений, щоб вирішити цю проблему і представити однакові значки і дизайн для різних середовищ: GNOME, KDE, Xfce тощо.
Офіційна тема значків GNOME дотримується рекомендацій проекту Tango щодо зовнішнього вигляду значків, а також відповідає специфікаціям найменування значків freedesktop.org.
Версії Mozilla Firefox 3.0 для Unix-подібних ОС використовують значки в стилі Tango, створені розробниками Tango Desktop Project, для функцій, які тоді не були враховані в специфікації імен значків Tango. Значки в стилі Tango використовуються такими проектами, як GIMP, Pidgin, Scribus.

## Палітра
Основна палітра Tango Desktop Project складається з 27 неяскравих, але оригінальних та запам'ятовуваних кольорів. Це не значить, що інші кольори заборонені — але рекомендується використовувати саме ці кольори.
| Жовті     | fce94f | edd400 | c4a000 |
| Оранжеві  | fcaf3e | f57900 | ce5c00 |
| Коричневі | e9b96e | c17d11 | 8f5902 |
| Зелені    | 8ae234 | 73d216 | 4e9a06 |
| Сині      | 729fcf | 3465a4 | 204a87 |
| Фіолетові | ad7fa8 | 75507b | 5c3566 |
| Червоні   | ef2929 | cc0000 | a40000 |
| Сірі      | eeeeec | d3d7cf | babdb6 |
| Сірі      | 888a85 | 555753 | 2e3436 |